# Лумбушка
Лумбушка (Лумбушанка) — река в России, протекает по территории Медвежьегорского района Карелии. Впадает в Онежское озеро. Длина реки — 18 км, площадь водосборного бассейна — 57,8 км².
Река в общей сложности имеет 17 малых притоков суммарной длиной 23 км. Высота истока — 156,3 м над уровнем моря. Высота устья — 33,6 м над уровнем моря.

## Данные водного реестра
По данным государственного водного реестра России относится к Балтийскому бассейновому округу, водохозяйственный участок реки — Бассейн Онежского озера без рек Шуя, Суна, Водла и Вытегра, речной подбассейн реки — Свирь (включая реки бассейна Онежского озера). Относится к речному бассейну реки Нева (включая бассейны рек Онежского и Ладожского озера).
Код объекта в государственном водном реестре — 01040100612102000015686.